# Lophostica
Lophostica is een geslacht van spinnen uit de familie springspinnen (Salticidae).

## Soorten
De volgende soorten zijn bij het geslacht ingedeeld:
- Lophostica mauriciana Simon, 1902
- Lophostica minor Ledoux, 2007
- Lophostica nova Ledoux, 2007